# Dominique Wacalie
Dominique Wacalie (ur. 14 sierpnia 1982 w Hnacaöm) – piłkarz nowokaledoński grający na pozycji pomocnika. Od 2012 roku jest zawodnikiem klubu Chassieu-Decines FC.

## Kariera klubowa
Karierę piłkarską Wacalie rozpoczął w klubie AS Temanava z Tahiti. Grał w nim w sezonie 2000/2001. W sezonie 2001/2002 występował w AS Vénus, z którym wywalczył mistrzostwo Tahiti. W 2002 roku grał też w Saint-Denis FC z Reunionu.
Od połowy 2002 roku Wacalie gra we Francji. Kolejno występował w: AS Lay-Saint-Cristophe i FC Bourges, a w 2012 roku przeszedł do Chassieu-Decines FC.

## Kariera reprezentacyjna
W reprezentacji Nowej Kaledonii Wacalie zadebiutował w 2008 roku. W 2012 roku wystąpił w Pucharze Narodów Oceanii 2012. Z Nową Kaledonią zajął drugie miejsce i był na tym turnieju podstawowym zawodnikiem swojej reprezentacji.